# Warrumbungles
Los  Warrumbungles o Cadena Warrumbungle (Warrumbungle Range) es el nombre de una serie de montes y un Parque nacional localizado al norte de Nueva Gales del Sur, Australia. El área es fácil de acceder desde la mayor red de carreteras entre  Melbourne, Victoria y Brisbane, Queensland y corta el interior de Nueva Gales del Sur desde el norte al sur.
La cadena se sitúa entre la zona costera húmeda y las planicies más secas al oeste. Debido a su posición las montañas han provisto protección para la flora y la fauna conveniente para ambos hábitas.  Hay más de 120 diferentes especies de aves que se han identificadoo en la cadena, incluyendo loris y loriquitos, roselas y loros.  El centro de la cadena ha servido como un área de protección para una colonia saludable de canguros grises.  Éstos animales han llegado a ser bastante mansos debido a la atención constante de los visitantes y a que se les puede acercarse fácilmente. 
El Observatorio Siding Spring está situado en un pico del este.  El área tiene poca Contaminación lumínica para disturbar la vista astronómica. Los Warrumbungles hospedaron los campeonatos mundiales de Rogaining de 2006. 

## Geología

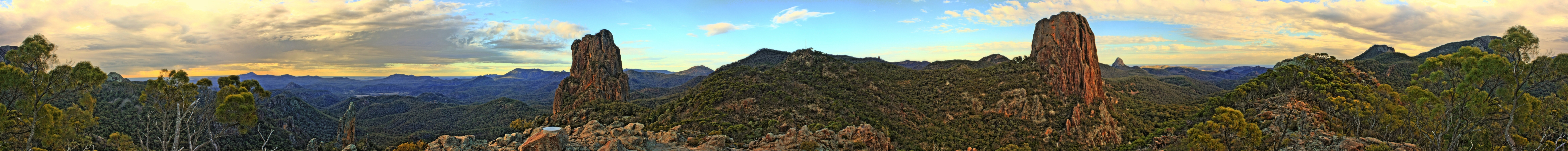
Panorama amplio de los Warrumbungles.

La base de la región fue formada hace 180 millones de años. En la época un lago que se creó que permitió al sedimento comprimirse lentamente en arenisca.
Los Warrumbungles son los restos de un gran Volcán en escudo fuertemente erosionado que estuvo activo entre hace 18 a 15 millones de años. Un enorme volcán en forma de escudo se formó conforme las explosiones ocurrían por millones de años. El complejo restante, formaciones rocosas y lo que quedó después de millones de años de erosión.

### Formaciones
Las principales características de las montañas Warrumbungle son una serie de enormes, afloramientos dentados, rodeados por bosques.  Las Grandes Cumbres Altas (The Grand High Tops) es una sección de la cadena donde los restos volcánicos están especialmente agrupados.  Esos agujeros y formaciones rocosas tienen nombre  - Belougery Spire, Belougery Split Rock, Cráter Bluff, Bluff Mountain, The Breadknife y Mount Exmouth.  The Breadknife, un muro recto de roca serrada de casi 100 metros de alto, es particularmente raro. Hay una extensa red de nueve caminos peatonales a través de los picos centrales.

## Historia
El primer europeo en divisar y explorar el área fue John Oxley en 1818 en una segunda a través de Nueva Gales del Sur.  Oxley nombró a los montes Cadena Arbuthnots. El nombre nativo Warrumbungles que significa 'montañas sinuosas' llegó a ser el nombre más común.
En 1953, 3360 hectáreas de la cadena fueron reconocidas por su patrimonio natural y protegidas como Parque nacional Warrumbungle